# Bula Atumba
Bula Atumba é um município da província do Bengo, em Angola. É composto pelas comunas de Bula Atumba (sede) e Quiage.
Em 2014 tinha 16.047 habitantes. É limitado a norte pelo municípios de Quitexe, a leste pelo município de Banga, a sul pelo município de Gonguembo e a oeste pelos municípios do Pango Aluquém e Dembos.